# سكينة بوطمين
سكينة بوطمين هي عداءة جزائرية معتزلة وُلدت في 2 يونيو 1953 في مدينة قسنطينة بالجزائر، وتخصصت في سباقات العدو للمسافات المتوسطة، وبالتحديد في سباق 1500 متر وسباق 3000 متر.

## المشاركات والميداليات
حصلت سكينة بوطمين على لقب أفضل رياضية في الجزائر في عام 1979، كما حصلت على لقب البطل العربي في عامي 1978 و1979، ويوضح الجدول التالي أهم المُسابقات والبطولات التي شاركت فيها سكينة بوطمين، وأبرز الميداليات والألقاب التي حققتها في البطولات والمسابقات المختلفة:
| العام | المسابقة                        | المكان                    | المنافسات     | الترتيب/الميدالية                   | ملاحظات                               |
| ----- | ------------------------------- | ------------------------- | ------------- | ----------------------------------- | ------------------------------------- |
| 1977  | كأس العالم لألعاب القوى         | دوسلدورف، ألمانيا الغربية | سباق 1500 متر | المركز السادس                       | أنهت السباق في وقت قدره 4.18.5 دقيقة  |
| 1978  | دورة الألعاب الإفريقية          | الجزائر العاصمة، الجزائر  | سباق 800 متر  | المركز الثاني (الميدالية الفضية)    | أنهت السباق في وقت قدره 2:05.64 دقيقة |
| 1978  | دورة الألعاب الإفريقية          | الجزائر العاصمة، الجزائر  | سباق 1500 متر | المركز الأول (الميدالية الذهبية)    | أنهت السباق في وقت قدره 4:16.43 دقيقة |
| 1979  | بطولة إفريقيا لألعاب القوى      | داكار، السنغال            | سباق 1500 متر | المركز الأول (الميدالية الذهبية)    | أنهت السباق في وقت قدره 4:23.6 دقيقة  |
| 1979  | بطولة إفريقيا لألعاب القوى      | داكار، السنغال            | سباق 3000 متر | المركز الأول (الميدالية الذهبية)    | أنهت السباق في وقت قدره 9:31.1 دقيقة  |
| 1979  | دورة ألعاب البحر الأبيض المتوسط | سبليت، يوغوسلافيا         | سباق 1500 متر | المركز الثالث (الميدالية البرونزية) | أنهت السباق في وقت قدره 4:10.60 دقيقة |
| 1979  | كأس العالم لألعاب القوى         | مونتريال، كندا            | سباق 1500 متر | المركز الرابع                       | أنهت السباق في وقت قدره 4.12.13 دقيقة |
| 1979  | كأس العالم لألعاب القوى         | مونتريال، كندا            | سباق 3000 متر | المركز السابع                       | أنهت السباق في وقت قدره 9.30.73 دقيقة |